# (20995) 1985 VY
(20995) 1985 VY és un asteroide que forma part dels asteroides troians de Júpiter, descobert l'1 de novembre de 1985 per Richard Martin West des de l'Observatori de la Silla, Xile.

## Designació i nom
Designat provisionalment com 1985 VY.

## Característiques orbitals
1985 VY està situat a una distància mitjana del Sol de 5,090 ua, podent allunyar-se'n fins a 5,670 ua i acostar-se fins a 4,510 ua. La seva excentricitat és 0,113 i la inclinació orbital 20,37 graus. Emplea 4195 dies a completar una òrbita al voltant del Sol

.

## Característiques físiques
La magnitud absoluta de 1985 VY és 11,7. Té 26,203 km de diàmetre i té una albedo estimada de 0,065.